# Pomeranos (povos eslavos)

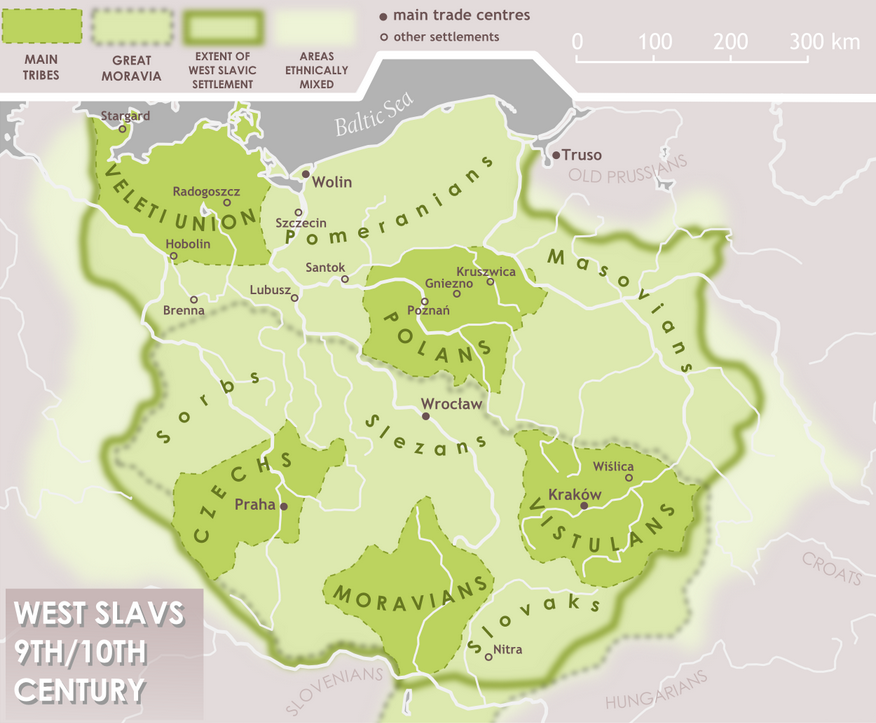
1000 anos de história da área entre o Elba, o Oder e o Vístula

Os pomerânios ou pomeranos (em alemão: Pomoranen; em cassúbio: Pòmòrzónie; em polonês/polaco: Pomorzanie) eram um grupo de tribos eslavos ocidentais (vendos) que viviam às margens do Báltico, entre os estuários do Oder e do Vístula (nesse último caso, Transpomerânia e Pomerélia). Sua língua, o pomerânio, que se inclui entre as línguas lequíticas - um subgrupo da família das línguas eslavas ocidentais -, era falada na região que atualmente corresponde ao norte da Polônia e da Alemanha.